# Sabato Visco
Sabato Visco (Torchiara, 9 aprile 1888 – Roma, 1º maggio 1971) è stato un fisiologo, politico e nutrizionista italiano.
Fu acceso sostenitore della politica razzista in Italia durante il regime fascista alla cui caduta riuscì, tuttavia, a mantenere la propria posizione.

## Biografia
Fu una figura di primo piano nella vita accademica e della vita politica italiana soprattutto durante il periodo fascista. Fisiologo, i suoi studi riguardarono soprattutto i problemi dell'alimentazione umana, in particolare quelli legati ad alcune sindromi carenziali quali la pellagra. I suoi successi accademici furono legati all'attività politica: nazionalista, aveva preso parte all'impresa di Fiume, era stato consigliere della milizia e successivamente deputato fascista. Nel 1931 fu nominato professore ordinario di fisiologia generale nell'Università di Roma, succedendo a Giulio Fano, fu poi preside della Facoltà di Scienze dell'Università di Roma, segretario del Comitato Biologico del Consiglio Nazionale delle Ricerche, fondatore (nel 1936) e direttore dell'Istituto Nazionale di Biologia (in seguito Istituto Nazionale della Nutrizione e Istituto Nazionale di Ricerca per gli Alimenti e la Nutrizione), e socio dell'Accademia Nazionale dei Lincei/Accademia d'Italia.
Visco svolse un ruolo di primaria importanza nella politica razziale del regime fascista: fu primo firmatario del «Manifesto degli Scienziati razzisti» (15 luglio 1938), Capo dell'Ufficio per gli Studi e la Propaganda sulla Razza del Minculpop (dal febbraio 1939 al maggio 1941) come successore di Guido Landra, membro del Consiglio Superiore della Demografia e della Razza, vicepresidente della Commissione ordinatrice e del Museo della Razza nell'ambito dell'E42, e fu anche candidato alla direzione della rivista La difesa della razza. In un intervento alla Camera, nella primavera del 1939, Visco dichiarò che l'università italiana perdeva i docenti ebrei «con la più serena indifferenza» e che anzi ne guadagnava in «unità spirituale».
Con il ritorno della democrazia, il 4 gennaio 1946 una commissione di epurazione, presieduta da Benedetto Croce e Vincenzo Rivera, lo dichiarò decaduto dall'Accademia dei Lincei assieme ad altri accademici compromessi col fascismo. Visco riottenne tuttavia senza difficoltà la cattedra di fisiologia, la presidenza della facoltà di Scienze all'Università di Roma e la direzione del suo Istituto Nazionale della Nutrizione, grazie all'abilità nel trovare appoggi all'interno dei maggiori partiti politici italiani riciclandosi come antifascista.
A Salerno gli è stata intitolata una strada.